# Municipio de Richland (condado de Adair)
El municipio de Richland (en inglés: Richland Township) es un municipio ubicado en el condado de Adair en el estado estadounidense de Iowa. En el año 2000 el municipio tenía una población de 217 habitantes y una densidad poblacional de 2,4 personas por km².

## Geografía
El municipio de Richland se encuentra ubicado en las coordenadas 41°11′57″N 94°31′30″O / 41.19917, -94.52500..